# Константин Кюров
Константин (Костадин) Кюров е български революционер, деец на Вътрешната македоно-одринска революционна организация.

## Биография
Роден е в 1863 година в Крушево, днес в Гърция. Присъединява се към ВМОРО и действа като четник в четата на Илия Кърчовалията.
При избухването на Балканската война в 1912 година е доброволец в Македоно-одринското опълчение в четата на Георги Занков и 1 рота на 4 битолска дружина.
Установява се да живее в Петрово. Делегат е на обединителния конгрес на Македонската федеративна организация и Съюза на македонските емигрантски организации от януари 1923 година.